# 2017年東帝汶總統選舉
2017年東帝汶總統選舉是東南亞國家東帝汶的第四屆總統選舉，在2017年3月20日舉行。最終東帝汶獨立革命陣線（革陣）候選人弗朗西斯科·古特雷斯（別名盧奧洛）在第一輪投票當中擊敗民主黨候選人安東尼奧·德·孔塞桑，當選新一任東帝汶總統。
這是歷來首次由東帝汶政府自行籌辦的總統選舉，政府也在選舉前修改選舉法，向在印尼佔領時期結束後出生的東帝汶公民以及定居海外的東帝汶僑民賦予投票權。這次總統選舉共有8名候選人，不過群眾只接受盧奧洛和孔塞桑這兩個人選，當中盧奧洛較受歡迎。選舉期間，候選人曾經就教育、福利、邊界劃分、與澳洲分配天然氣等各種議題提出自己的意見。投票當日，當地局勢大致平靜，並沒有發生嚴重的事故。由於盧奧洛在第一輪投票的得票率已經超過50%，所以當局並不需要在4月20日舉行第二輪投票。
得到國會第一大黨东帝汶重建全国大会党（大會黨）支持的盧奧洛將在2017年5月20日宣誓就職。分析認為，這次選舉延續了該國政府一直由游擊隊老將掌控的局面，然而新政府卻需要解決貪污、社會不公、貧富懸殊等問題。

## 背景
截至選舉當日，東帝汶全國合資格選民人數約為743,150人，其中首都帝力的居民佔選民人數的五分之一，另外還有1332名海外選民——東帝汶政府在2016年修改選舉法，令定居海外的東帝汶僑民能夠擁有投票權。要享有投票權，這些東帝汶僑民就必須進行選民登記；不過這個安排引起了一些問題：在歐洲定居的東帝汶僑民必須到東帝汶駐葡萄牙大使館完成選民登記，換言之，在英國和愛爾蘭定居的東帝汶僑民必須遠赴里斯本投票。在澳洲定居的東帝汶僑民共有9,226人，不過他們只能到位於悉尼和達爾文的東帝汶領事館投票，縱使在墨爾本定居的東帝汶僑民也有很多。最終，在澳洲定居，並完成選民登記的東帝汶僑民只有889人。2016年12月的數據顯示，在年齡分布方面，年齡介乎17歲到35歲的選民共有36萬9千人，佔全體選民的51%；年齡介乎36歲到59歲的選民共有11萬8千人，佔全體選民的33%；年滿60歲的選民佔全體選民的16%；年齡為16歲的選民共有1370人。政府還把最低投票年齡調低到16歲，因此這是在印尼佔領時期（1975－1999）後出生的東帝汶公民參與的第一次選舉。
這是歷來首次由東帝汶政府自行籌辦的總統選舉，此前聯合國曾經協助東帝汶政府籌辦歷次總統選舉。不過，東帝汶政府需要解決種種難題，例如不靠聯合國派來的直升機，把票箱運送到交通不便的地區。觀察家認為這場選舉會令當地關於世代之爭的爭論更為激烈——1980－1990年代期間在各條戰線上參加獨立鬥爭的「新一代」（Jerasaun Foun）發現自己和懂得說葡萄牙語，擔任大部分高級政府職位的「老一代」（Jerasaun Tuan）在若干議題上的看法並不一致，但是兩者之間的關係對於社會的凝聚力卻是攸關重要的。在這次選舉中，候選人既要留住舊選民，也要爭取新選民和中間派選民的支持，因此他們便不得不在不同方面着力拉票。
公民社會組織和傳統媒體在競選期間訪問過候選人，也舉辦過選舉論壇；這些機構在發放選舉資訊這方面比以前做得更多。很受當地青年歡迎的網站（包括社交網站Facebook）也對本次選舉的選情產生更大的影響。

## 候選人
要獲得提名資格，候選人就必須獲得至少5千名選民的提名，還必須在每一個地區獲得至少100名選民的提名。提名期在2017年1月23日開始，在2月5日結束，候選人必須在此期間向最高上訴法院遞交提名文件。選舉管理技術秘書處（Secreteriado Técnico de Administração Eleitoral, STAE）已在2月19日至21日期間公布正式的候選人名單，這些候選人的資格也已經在2月16日得到最高上訴法院的確認。最高上訴法院院長吉列米諾·達·席爾瓦還在2月17日公布了所有候選人的選舉編號。
1. 安東尼奧·馬厄·洛佩斯，參軍期間曾用名「法圖克·穆丁」（Fatuk Mutin），獲帝汶社會黨支持
2. 弗朗西斯科·盧奧洛·古特雷斯，別名盧奧洛，東帝汶獨立革命陣線（革陣）候選人、原國民議會議長[11]；獲东帝汶重建全国大会党（大會黨）支持[12]
3. 阿莫林·維埃拉，獨立參選，蘇格蘭歸僑[9]
4. 若澤·內維斯，原肅貪委員會副主席[13]
5. 若澤·路易斯·古特雷斯，獨立參選，东帝汶全国重建革新阵线（革新陣線）主席、原外交部長[14]
6. 安吉拉·弗雷塔斯，工人黨主席[15]
7. 路易斯·蒂爾曼，獨立參選[9]，原埃爾梅拉區工商總會主席[16]
8. 安東尼奧·德·孔塞桑，民主黨黨魁、教育部長[14]；得到人民解放黨和帝汶人民团结繁荣党（小黨）的支持[7]

時任總統陶尔·马坦·鲁阿克已經在2016年12月一次訪問中表示他不會尋求連任；並於2017年3月宣布自己會在當年7月率領新成立的人民解放黨參加議會選舉，角逐總理一職。諾貝爾和平獎得主、東帝汶前總理、總統若澤·拉莫斯·奧爾塔也拒絕了外界再三的邀請，並表示自己不會參加這次總統選舉。
盧奧洛獲得約1.3萬名選民提名，孔塞桑獲得約9千名選民提名，若澤·路易斯·古特雷斯則獲得約7千7百名選民提名。選舉管理技術秘書處在核對提名表格期間發現一人提名多位候選人、一人提名單一候選人兩次或以上，未成年人提名等情況，就此處方要求候選人在兩天內補回足夠的提名，最終上述所有候選人都能夠完成這個要求。
革陣和大會黨曾經在2007年和2012年的總統選舉和國會選舉中針鋒相對，兩黨之間的關係一直到2015年東帝汶改組內閣之後才得以改善。不過，原來和大會黨合組內閣的民主黨卻因為這次內閣重組而退出政府，變成勢孤力弱的反對黨。當局展開選舉程序之前，有觀察家認為這場選舉將改變東帝汶的政治權力架構，因為和老一輩相比，年青一代對老一輩的革命領袖沒那麼忠誠，對教育、就業等議題也更為關注。這樣的形勢可能對國會第一大黨大會黨和第二大黨革陣的選情構成不利影響；不過在競選期間，只有盧奧洛和孔塞桑是群眾接受的人選，其中佔上風的候選人是盧奧洛。

## 競選活動

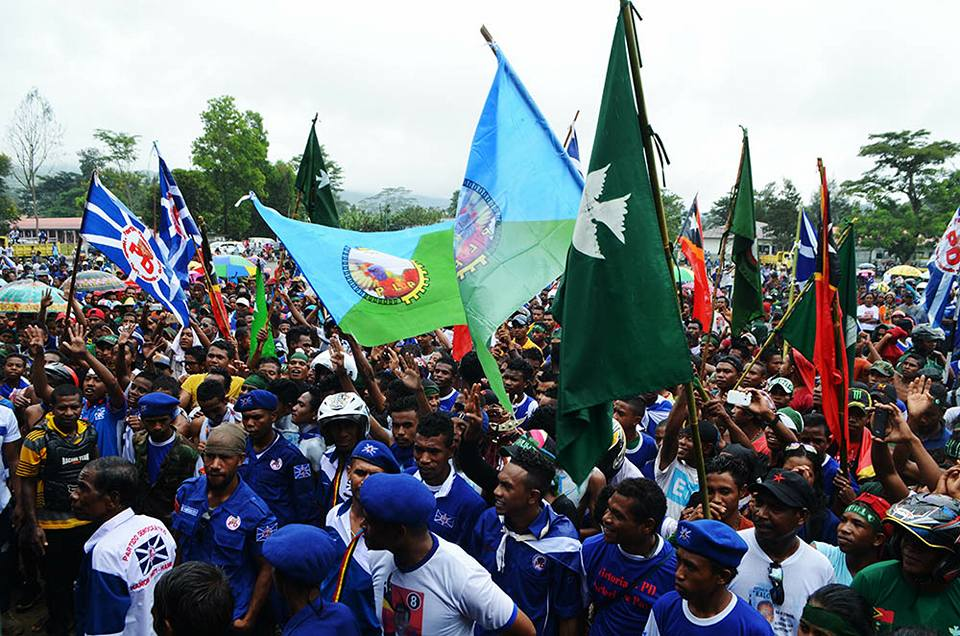
孔塞桑在埃爾梅拉區舉行競選集會期間，支持者揮動民主黨、人民解放黨、帝汶人民團結繁榮黨黨旗的情景

政黨和候選人的競選期在3月1日開始，在3月17日（投票日前三天）結束。所有總統候選人都在競選期的第二天（3月2日）參加一場遊行，他們和另外5000人一起從聖若瑟堂遊行到帝力教區主教府旁邊的聖母山，並在途中不斷誦念《玫瑰經》。遊行結束前，候選人在聖母像前簽署協議，承諾他們會以和平的方式進行競選活動。
盧奧洛在競選期間曾經提到經濟、教育和福利議題，不過國會第一大黨、第二大黨和前總統夏納納·古斯芒的支持大大提高了他的勝算。他在競選期後接受澳洲傳媒費法斯傳媒採訪，並表示在東帝汶與澳洲之間的海上邊界劃分談判中，形勢對雙方都是有利的，認為這樣有利於雙方合作開發大日出油氣田（Greater Sunrise）；他還拒絕評論在帝汶海開採的天然氣應在何處加工的問題。東帝汶政府和澳洲政府此前一直就帝汶海天然氣的分配問題爭持不下——此前在帝汶海開採的天然氣都會輸送到澳洲；東帝汶政府過去曾經要求澳洲在東帝汶南部沿岸地區興建大型工業中心，然後把天然氣輸送到工業中心，進行加工處理。盧奧洛的競選辦公室在報導刊登後幾個小時內否認盧奧洛說過這樣的話，並表示盧奧洛支持的方案和政府原先的立場還是一致的。孔塞桑的競選活動以「和平政治」為主題，政綱則包括：一、從基層做起，把國家建設起來，令郊區居民既能享用充足的食物、乾淨的飲用水，也能使用社區設施和衛生設備，二、在各個方面（包括與澳洲就帝汶海天然氣的分配問題進行的談判）捍衛國家的邊界。他對費法斯傳媒的記者說，他要代表參加過獨立戰爭的年輕國人，他們希望擺脫二等公民的身分，以一種新的身分在這個國家生活下去。
非政府組織BELUN在2017年2月接獲四宗關於政治的衝突案件，既包括不同政黨的支持者之間發生的衝突，也包括醉漢對政黨活動的擾亂。當月衝突案件的宗數比2016年每月的平均數字還要高（2.4宗）。競選期剛剛開始的時候，當地的局勢比較平靜；警方在競選期開始當天只是拘捕了4名民主黨支持者，他們涉嫌在帝力向革陣支持者的車輛和電單車扔石頭；當時革陣在帝力舉辦的集會才剛剛結束，支持者正在歸家路上。在這次事件中，革陣支持者的車輛和電單車遭到毀壞，卻沒有人員傷亡。孔塞桑在歐庫西區舉行競選集會期間，有一名男子闖入會場，並在會場內揮動革陣的旗幟；後來警方曾一度拘捕這名男子。於是革陣和大會黨便召開記者會，重申盧奧洛是他們屬意的人選，並要求支持者不要在其他候選人的競選活動揮動革陣和大會黨的旗幟。

## 選舉結果

### 投票程序

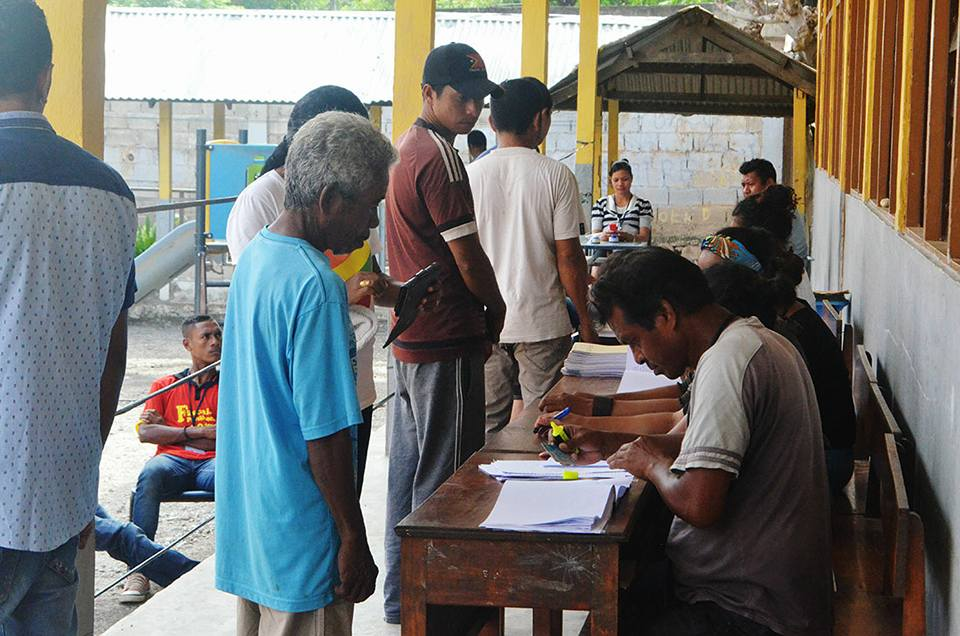
選民在帝力区一所票站投票的情形

政府在本次選舉中設立了941個投票站、693個點票站（同時也是投票站），並派出693名保安和9410名選舉助理。此外，在全國範圍內負責選舉相關的事宜的人員還包括選舉管理技術秘書處120名員工和國家選舉委員會（Comissão Nacional de Eleições，CNE）的人員。選舉管理技術秘書處員工會在外出工作期間戴上一頂帽子，帽子上面的圖案就是選舉管理技術秘書處的標誌；國家選舉委員會的人員外出工作期間也會穿上特製的T恤，以資識別。。觀察本次選舉過程的人員和團體包括歐洲聯盟、澳洲東帝汶選舉觀察團（Australia Timor-Leste Election Observer Mission，ATLEOM）、外國使領館的人員，以及外國派出的選舉觀察員。
投票時間從當地時間早上7時開始，到下午3時結束。選舉當日狀況平靜；和以前一樣，大部分選民都在早上到票站投票，所以在早上投進票箱的選票超過選票總數的一半。

### 投票結果
初步結果顯示，盧奧洛得票率為57.08%，孔塞桑得票率為32.47%。孔塞桑在3月21日祝賀盧奧洛勝選。
| 2017年3月20日東帝汶总统选举                     |         |        |
| 候选人及党派                                    | 得票    | %      |
| 弗朗西斯科·盧奧洛·古特雷斯 – 東帝汶獨立革命陣線 | 294,938 | 57.08  |
| 安東尼奧·德·孔塞桑 – 民主黨                     | 167,760 | 32.47  |
| 若澤·路易斯·古特雷斯 – 獨立參選                 | 13,513  | 2.62   |
| 若澤·內維斯 – 獨立參選                          | 11,662  | 2.26   |
| 路易斯·阿爾維斯·蒂爾曼 – 獨立參選               | 11,124  | 2.15   |
| 安東尼奧·馬厄·洛佩斯 – 帝汶社會黨               | 9,098   | 1.76   |
| 安吉拉·弗雷塔斯 – 工人黨                        | 4,353   | 0.84   |
| 阿莫林·維埃拉 – 獨立參選                        | 4,279   | 0.83   |
| 白票／无效票                                    | 12,086  | –      |
| 总计                                            | 528,813 | 100.00 |
| 注册选民／投票率                                | 743,150 | 71.16  |
| 来源：國家選舉委員會                            |         |        |

### 選情分析
盧奧洛在9個地區（阿伊莱乌区、包考区、博博纳罗区、科瓦利马区、帝力区、劳滕区、马纳图托区、马努法希区、维克克区）勝出，並在7個地區（阿伊莱乌区和博博纳罗区除外的上述各區）贏得過半數選票，而孔塞桑則在4個地區（阿伊纳罗区、埃尔梅拉区、利基萨区、欧库西区）勝出。由於盧奧洛和孔塞桑在歐庫西區的選情勢均力敵，因此該區的選情備受關注，最終孔塞桑以0.5%的差距勝出。歐庫西區是社會市場經濟特區，特區主席是原總理、革陣總書記马里·阿尔卡蒂里。
盧奧洛在自己的家鄉——维克克区的表現最好（得票率為82.79%），在孔塞桑的家鄉——利基萨区的表現最差（得票率為41.35%）。孔塞桑在利基萨区的表現最好（得票率為49.82%），在维克克区的表現最差（得票率為9.67%）。3個海外票站的投票結果都顯示盧奧洛是最多僑民支持的候選人——在里斯本票站，盧奧洛的得票率是65.61%；在悉尼票站，盧奧洛的得票率是64%；在達爾文票站，盧奧洛的得票率是47.88%。
雖然在投票當日，有很多選民到票站輪候投票，不過這次選舉的投票率只是71.16%，略低於對上一次在2012年舉行的總統選舉（第一輪投票率為78.2%，第二輪投票率為73.12%）。投票率最高的地區是阿伊莱乌区（81.49%），投票率最低的地區是马努法希区（68.05%）。
選舉過程大致平靜；據澳洲選舉觀察員所見，選舉中的違規行為和問題都是可以控制的。大部分票站都出現選舉代理穿着的T恤帶有政黨色彩的情況；這主要涉及到革陣的選舉代理，他們當時穿着紅、黃雙色（革陣黨旗的其中兩種顏色）的制服。這是一種普遍出現的違規行為，因為政黨不得在當日進行宣傳活動。按照規定，選民不得攜帶手提電話和小型相機進入票站，然而在投票當日，有人違反規定，並在票站拍下選票的圖像。
《外交家》雜誌的分析認為，這次選舉的結果延續了「老一代」的前游擊隊領袖掌控政壇的現象，也能夠證明革陣和大會黨組成的政治聯盟仍然受到廣泛的支持。不過，以盧奧洛為首的新政府仍然需要解決日趨嚴重的貪污問題、國內建設失衡的問題、以及社會不平等、經濟不平等的問題。